# 奎特迪马曼瓜佩
奎特迪马曼瓜佩是巴西帕拉伊巴州的一个市镇。总面积109.806平方公里，总人口6388人，人口密度58.2人/平方公里。